# Anton Molnar
Anton Molnar (Molnár Antal) (Budapest, 1957–) Párizsban élő magyar képzőművész, az egyik legsikeresebb, és legismertebb külföldön élő magyar festő.

## Életrajza
A Képző és Iparművészeti Szakközépiskolában festő szakon végzett 1976-ban, majd a Szépművészeti Múzeum-ban dolgozott, míg fel nem vették a Képzőművészeti Főiskolára, ahol 1983-ban diplomázott festőművészként. 1986-ig a főiskolán maradt mesterképzésen. Ebben az évben az ENSZ grafikusi megbízatást ajánlott fel neki Genfben, majd két évvel később Párizsban telepedett le, de hazáját nem felejtette el.
Gyakran látogat haza, és e látogatások alkalmával újabb és újabb magyar témájú képek kerülnek fel a vásznára. Számos kiállítása volt eddig Magyarországon is.
2004-ben 50 perces portréfilm készült vele A Painter's Travel Diary - Portrait of Anton Molnar címmel, melyet a Duna TV is bemutatott.
2012-ben a 40. Dijon-i "Salon des artistes" díját nyerte el a kb. 500 résztvevő művészt megelőzve.

## Művészete
Technikája erősen emlékeztet a 15. és 17. századi németalföldi festőkére, de erős hatással van rá az 1980-as évek amerikai „pop-art”-ja is. Olyan, mintha fára festene, ami külön érdekességet ad képeinek.
Anton Molnár meglátja az egyszerű tárgyakban a tökéletességet. Szinte fotó hűséggel mintázza meg a témát, legyen az saját cipője, vagy kalapja. Sajátos szögben fogja meg a tárgyat, hogy élesen, és furcsa szögben essen rá a fény. Ez a sajátos nézőpont titokzatosságot kölcsönöz a hétköznapi használati eszközöknek, és az aprólékos kidolgozás hiperrealista magasságokba emeli azokat.
Anton Molnár nem csupán festőművész, hanem fotóművész és grafikus művész is egyben. A fényképezőgép gyakran visszaköszön festményeiben, a festőművész a gépével egy tárgyról tükröződik vissza.
A grafikusművész is jelen van festményein, amelyeken – sajátságos módon – majdnem mindig írott szöveg is van, amely tartalmat közvetít az ábrázolt figura vagy tárgy mellett.

## Szakirodalom
- Anton Molnar. 2000. Paris, Opera Gallery. 95 o. ISBN 2951600313
- Anton Molnár: Gefrodinspex jegyzetek. Molnár György kiadása. 2002. 118. o. ISBN 9630098229
- Anton Molnar: Gefrodinspex Collector. 2007. Tokyo. 205. o.

## Kiállítások
1990-től önálló kiállításai nyíltak Franciaországban, majd pár év alatt a világszerte meghívásokat kapott művei bemutatására.
Az USA-ban elsőként 1993-ban a Galerie Michael, Los Angeles mutatta be műveit, majd Miamiban és New Yorkban voltak - vannak tárlatai. 1995-ös évtől a párizsi Opera Galériában évente van tárlata, melynek sikerére jellemző, hogy a New York-i, szingapúri, miami, londoni, hongkongi, monacói operák galériái is bemutatták (gyakran visszatérően) a képeit. 1998-tól Tokióban a Galleria Prova szervez rendszeres bemutatót. Emellett Svájcban, Dániában, Mexikóban, Olaszországban is voltak önálló kiállításai.

### Magyar vagy magyar vonatkozású kiállítások
- 2002 Secco Galeria, Budapest

- 2007 Erdész Galéria, Szentendre

- 2011 Gefrodinspex Galéria, Budapest

- 2012 A New York-i Magyar Nagykövetség tárlata "Roots" (Gyökerek) by Anton Molnar címmel [halott link].